# リベリアの港湾
リベリアの港湾（リベリアのこうわん、英語: Ports and harbours in Liberia）は、リベリアにおける港湾について記す。

## 一覧
- モンロビア港（モンロビア）
- ブキャナン港（ブキャナン）
- グリーンビル港（グリーンビル）
- ハーパー港（ハーパー）